# Lessonia nigrescens

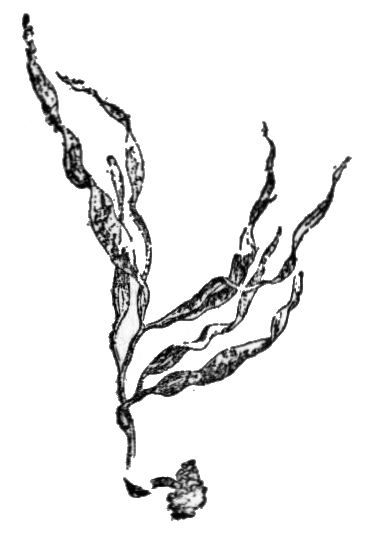
Ilustración de "Nordisk familjebok".

Lessonia nigrescens es una macroalga parda o alga gigante parda. También llamada huiro o chascón, en Chile; así como arcanto negro en Perú. Es una especie de laminaria sudamericana del género de las  Lessonias. Es endémica de las costas del Pacífico Este del Hemisferio Sur. 

## Descripción
Alcanza hasta cuatro metros de longitud. Estas algas forman densos cinturones en las playas con zonas rocosas, especialmente si están expuestas a la marea.
Modifican la estructura y funcionamiento de la biodiversidad en los sistemas costeros donde se desarrollan, siendo considerados ingenieros ecosistémicos, estructuradores de hábitats, que proveen sustrato para el asentamiento de larvas, así como refugio y hábitat para un gran número de especies de macroinvertebrados y peces.
Hay al menos dos poblaciones de esta alga, cuya diferenciación se debe a contenido fenólico. La primera, es una población submareal con contenido de fenoles más alto; la segunda, una población en la zona intermareal con un contenido de fenoles más ligero. La diferencia en el contenido fenólico puede ser explicada por la presión de selección herbívora debido al caracol de mar Tegula tridentata.
Esta alga contiene el fitosterol saringosterol que presenta un efecto inhibitorio en el crecimiento de Mycobacterium tuberculosis tuberculosis. También es empleada en la extracción de alginatos. 
Su extracción es una labor artesanal de singular importancia para las áreas rurales, por lo que genera trabajo y bienestar socioeconómico para un gran número de familias.